# Coenoryctoderus
Coenoryctoderus är ett släkte av skalbaggar. Coenoryctoderus ingår i familjen Dynastidae.
Kladogram enligt Catalogue of Life:
| Coenoryctoderus | \| \| Coenoryctoderus candezei \| \| \| \| \| \| Coenoryctoderus robustus \| \| \| \| |
|                 | \| \| Coenoryctoderus candezei \| \| \| \| \| \| Coenoryctoderus robustus \| \| \| \| |
|                 | Coenoryctoderus candezei                                                              |
|                 |                                                                                       |
|                 | Coenoryctoderus robustus                                                              |
|                 |                                                                                       |